# 이탈로 댄스
이탈로 댄스(Italo Dance) 또는 뉴 이탈로 디스코(Nu Italo Disco), 뉴 이탈로(Nu-Italo) 또는 줄여서 이탈로(Italo)는 유로댄스에서 파생된 장르로 1990년대부터 2000년대까지 이탈리아 및 유럽에서 유행하였다.

## 저명한 이탈로 댄스 아티스트
- 에펠 65
- 가브리 폰테
- 에펠 65

## 같이 보기
- 이탈로 디스코
- 유로비트